# Lista de pinturas de Judith Leyster
Esta é uma lista de pinturas de Judith Leyster.
Leyster é normalmente reconhecida como uma das principais pintoras do Século de Ouro dos Países Baixos. Com um número de obras limitado, chegando a 35 no máximo, ela se destacou por representar situações domésticas, às vezes com estilo alegórico e até cômico.

## Lista de pinturas
| Imagem | Título                                                          | Data  | Material             | Coleção                                      | Notação iconológica | Descrição |
| ------ | --------------------------------------------------------------- | ----- | -------------------- | -------------------------------------------- | ------------------- | --------- |
|        | O tocador de alaúde                                             | 1620  | tela tinta a óleo    | Rijksmuseum                                  |                     |           |
|        | Garoto com alaúde                                               | 1626  | tinta a óleo         | Metropolitan Museum of Art                   |                     |           |
|        | Rindo com taça de vinho                                         | 1628  | tinta a óleo         | Staatliche Kunsthalle                        |                     |           |
|        | Moço com jarro                                                  | 1629  | tinta a óleo         | coleção particular                           |                     |           |
|        | O bêbado feliz                                                  | 1629  | tela tinta a óleo    | Rijksmuseum Frans Halsmuseum                 |                     |           |
|        | A serenata                                                      | 1629  | tinta a óleo madeira | Rijksmuseum                                  | 33C213 48C7323      |           |
|        | Companhia feliz                                                 | 1630  | tinta a óleo madeira | Departamento de Pinturas do Louvre           |                     |           |
|        | O jogador                                                       | 1630  | tinta a óleo         | Art Institute of Chicago                     |                     |           |
|        | Duas crianças e um gato                                         | 1630  | tinta a óleo         | coleção particular                           |                     |           |
|        | Cabeça de um menino de perfil                                   | 1630  | tinta a óleo         | Galeria Nacional de Arte                     |                     |           |
|        | Partida de tric-trac                                            | 1630  | tinta a óleo painel  | Museu de Arte de Worcester                   |                     |           |
|        | Cavaleiro em pé                                                 | 1630  | tinta a óleo         | Royal Collection                             |                     |           |
|        | Retrato de um homem                                             | 1630  | tinta a óleo         | coleção particular                           |                     |           |
|        | Trio alegre                                                     | 1631  | tinta a óleo tela    | coleção particular                           |                     |           |
|        | Amor desigual                                                   | 1631  | tinta a óleo         | Galeria Nacional de Arte Antiga              |                     |           |
|        | Uma jovem mulher segurando um alaúde sobre seu colo             | 1631  | tinta a óleo         | coleção particular                           |                     |           |
|        | A proposta                                                      | 1631  | tinta a óleo madeira | Mauritshuis                                  |                     |           |
|        | Autorretrato                                                    | 1633  | tinta a óleo         | Galeria Nacional de Arte                     |                     |           |
|        | Davi com a cabeça de Golias                                     | 1633  | tinta a óleo madeira | coleção particular                           | 71H145              |           |
|        | O concerto                                                      | 1633  | tinta a óleo ecrã    | Museu Nacional de Mulheres Artistas          |                     |           |
|        | Violinista com crânio e livro de música                         | 1633  | tinta a óleo madeira | Museu da Cidade de Bristol e Galeria de Arte |                     |           |
|        | Partida de cartas                                               | 1633  | tinta a óleo         | Museu de Belas Artes de Ruão                 |                     |           |
|        | Menino tocando flauta                                           | 1635s | tinta a óleo tela    | Museu Nacional de Belas-Artes da Suécia      |                     |           |
|        | Menino tocando violino                                          | 1635  | tinta a óleo         | Museu de Belas Artes da Virgínia             |                     |           |
|        | O tocador de alaúde (olhando para a esquerda)                   | 1635  | tinta a óleo         |                                              |                     |           |
|        | Still life with apples and grapes in a wicker basket on a table | 1635  | tinta a óleo         | Coleção Barbara Piasecka Johnson             |                     |           |
|        | Young Man with a Cat                                            | 1635  | tinta a óleo         | Q1954840                                     |                     |           |
|        | Retrato de mulher desconhecida                                  | 1635  | tinta a óleo         | Frans Halsmuseum                             |                     |           |
|        | Um menino e uma menina com um gato e uma enguia                 | 1635  | tinta a óleo         | National Gallery                             |                     |           |
|        | Um menino lendo                                                 | 1638  | tinta a óleo tela    | Oskar Reinhart                               |                     |           |
|        | A última gota                                                   | 1639  | tinta a óleo         | Museu de Arte da Filadélfia                  |                     |           |
|        | Autorretrato                                                    | 1653  | tinta a óleo         | coleção particular                           |                     |           |
|        | Flor                                                            | 1654  | tinta a óleo         | coleção particular                           |                     |           |
|        | Retrato de pintor                                               | 1680  | tinta a óleo         | coleção particular                           |                     |           |
|        | Moço encorajando moça a fumar e beber                           | 1700s | tinta a óleo         | coleção particular                           |                     |           |
|        | Retrato de menino com chapéu                                    |       | tinta a óleo madeira | Museu Nacional de Belas-Artes da Suécia      |                     |           |
|        | Homem feliz                                                     |       | tinta a óleo         | Gemäldegalerie Museus Estatais de Berlim     |                     |           |